# Уитфорд, Тони
Энтони (Тони) Уилфред Джеймс Уитфорд (англ. Anthony (Tony) Wilfred James Whitford; 11 июня 1941, Форт-Смит, Северо-Западные территории — 16 сентября 2024, Йеллоунайф, Северо-Западные территории) — канадский политический и государственный деятель. Депутат Законодательного собрания Северо-Западных территорий с 1988 года, министр здравоохранения и социального обеспечения (1991—1995), спикер Законодательного собрания (2000—2003), комиссар Северо-Западных территорий (2005—2010). Рыцарь ордена Святого Иоанна Иерусалимского (2010).

## Биография
Родился в 1941 году в Форт-Смите в метисской семье. Тони и его пятерых сестёр и братьев воспитывали мать и её родители, проживавшие по соседству. Позже учился в школе-интернате для коренных народов в Форт-Резолюшне, где окончил девять классов. В 1958 году поступил в ремесленное училище в Йеллоунайфе, где получил профессию механика. Работал водителем грузовика, матросом, механиком и сварщиком. В 1965 году познакомился и на следующий год женился на Мэри Илейн Суит. Под влиянием жены принял решение продолжить образование и поступил в Университет Калгари, который окончил в 1977 году со степенью бакалавра и специальностью социального работника. Избирался мировым судьёй и членом городского совета Форт-Смита.
В 1977 семья, в которой было уже трое детей, переехала в Йеллоунайф, где Тони с этого времени работал в различных государственных учреждениях, в том числе в качестве агента по подбору персонала, инструктора, консультанта по вопросам брака, нотариуса и мирового судьи.
В 1988 году победил на довыборах в Законодательное собрание Северо-Западных территорий от округа Йеллоунайф-Юг и спустя три года был переизбран без конкурентов. В ходе второго парламентского срока (12-й созыв Законодательного собрания) занимал пост министра здравоохранения и социального обеспечения Северо-Западных территорий. В 1995 году проиграл выборы в округе Йеллоунайф-Юг Шеймусу Хенри с разницей в четыре голоса, но спустя четыре года вернулся в парламент от нового округа Кэм-Лейк, собрав почти 80 % голосов. В промежутке, на протяжении работы 13-го созыва Законодательного собрания, выполнял обязанности парламентского пристава.
В январе 2000 года избран спикером Законодательного собрания, оставался на этом посту до 2003 года. В годы работы в Законодательном собрании был одним из инициаторов создания программы переработки отходов на Северо-Западных территориях и возобновления процедуры выдачи провинциальных водительских прав. Выступал как защитник прав коренных жителей Канады; на персональную компенсацию, положенную учащимся индейских школ-интернатов, учредил студенческую стипендию, которую назвал в честь жены.
В 2004 году занял пост заместителя комиссара Северо-Западных территорий (должность комиссара в это время занимала Гленна Хансен). Хотя Уитфорд планировал завершить на этом политическую карьеру, он согласился на предложение стать комиссаром Северо-Западных территорий, когда срок пребывания Хансен в должности истёк. Занял пост в апреле 2005 года и оставался на нём до апреля 2010 года.
В 2003 году остался вдовцом, когда Илейн Уитфорд умерла от рака. Скончался в апреле 2024 года в возрасте 83 лет в Территориальной больнице им. Стентона (Йеллоунайф).

## Признание заслуг
Общественная и политическая деятельность Энтони Уитфорда была отмечена рядом государственных наград Канады и Содружества наций, включая медаль «В память 125-летия Канадской конфедерации» и медали Золотого и Бриллиантового юбилеев королевы Елизаветы II. В 2010 году произведён в рыцари ордена Святого Иоанна Иерусалимского, а в 2016 году стал членом ордена Северо-Западных территорий.
В 2005 году как комиссар Северо-Западных территорий удостоен личного герба. По завершении срока в должности комиссара получил почётное звание капитана ВМФ.